# Osman Pacha
Osman Nuri Pacha est un maréchal de l'Empire ottoman né à Tokat en 1832 et mort le 5 avril 1900. Il reçut le titre de Gazi qui signifie en turc « le Vétéran », pour sa bravoure lors de la bataille de Plevna (aujourd'hui Pleven) au cours de la guerre russo-turque de 1877-1878, qu'il défendit pendant le siège qu'en fit l'armée impériale russe.

## Biographie

### Formation et premières campagnes
Osman Pacha naît au sein d'une famille turque aisée d'Anatolie centrale. Son père était fonctionnaire. Il étudie à l'Académie militaire turque à Constantinople.
Pendant la guerre de Crimée, entre 1853 et 1856, il est sous les ordres d'Omer Pacha en tant que capitaine de cavalerie. Il est rapidement promu. En 1860, il combat la rébellion kurde en Anatolie. En 1861, il mate les insurgés en Crète, trois ans plus tard il pacifie le lointain Yémen. À la suite de cette dernière campagne, il est promu en Bosnie-Herzégovine et devient général.
À l'été 1875, il commande un corps d'armée stationné près de la ville de Vidin, point de passage du Danube et capitale du vilayet du Danube (qui deviendra après la guerre la principauté de Bulgarie), afin de briser l'insurrection serbe de Bosnie. Il s'illustre lors des batailles de Zaïtchar et Izvor. Les Serbes sont écrasés. Quelques mois plus tard c'est au tour des paysans bulgares de se soulever, ce qui provoque l'entrée en guerre de la Russie. Pendant la guerre russo-turque de 1877-1878, Osman Pacha tient la forteresse de Plevna en Bulgarie.

### Plevna
À l'été 1877, lorsque les Russes passent le Danube aidés par les Roumains, afin de porter secours aux Bulgares, Osman Pacha se dirige avec ses troupes vers Nikopol, mais la ville est prise par les Russes le 16 juillet et il se replie donc sur la forteresse de Plevna. Il transforme ce point de passage qui mène vers le nord de la Bulgarie en un véritable bastion en faisant construire des tranchées et se prépare à soutenir un long siège. Trois jours après, l'infanterie russe arrive. La ville est incendiée et les Russes appellent des Roumains en renfort.

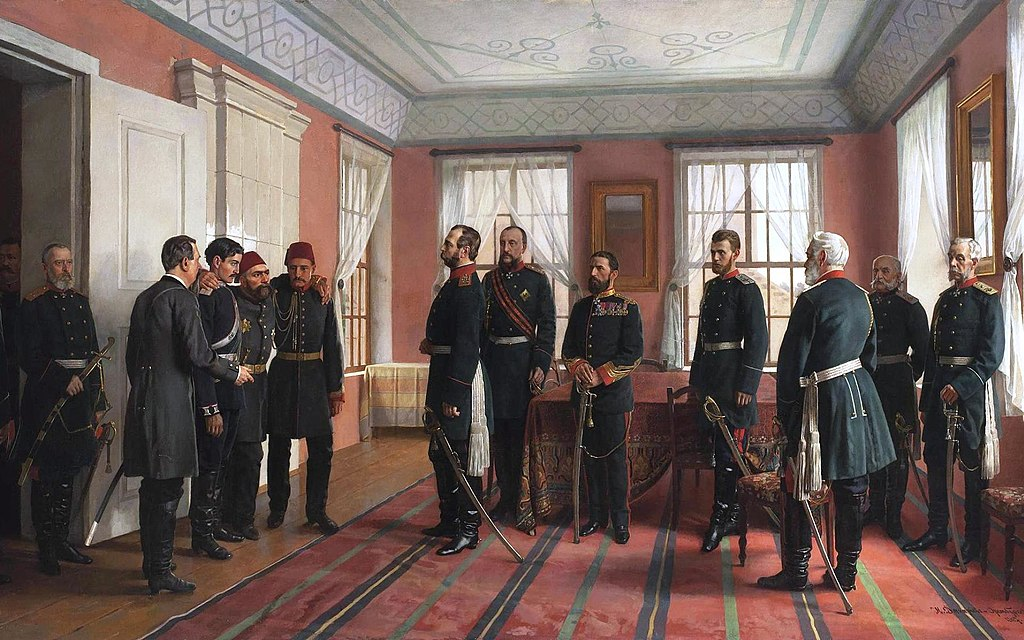
Osman Pacha présenté à l'empereur Alexandre II, tableau de Nikolaï Dmitriev-Orenbourgski. On remarque derrière l'empereur, le grand-duc Nicolas et troisième derrière lui, le grand-duc Serge.

Le siège dure du 20 juillet au 10 décembre 1877 et donne lieu à quatre grandes batailles très âprement disputées. La dernière a lieu lors de la tentative de sortie de la garnison du 9 décembre et lors de laquelle les Turcs, à bout de ressources tentent vainement de percer les lignes russes. Osman Pacha est blessé dans les combats et il est capturé par des soldats du corps expéditionnaire roumain : il doit donner son épée au colonel roumain Mihail Cerchez, mais celui-ci la refuse et il est conduit au commandement militaire russe. Il donne son épée au grand-duc Nicolas de Russie, généralissime de l'Armée du Danube.
Quelques jours après, il est mené devant l'empereur Alexandre II qui lui rend son épée en témoignage de l'estime qu'il lui porte pour sa bravoure.

### Fin de carrière
À l'issue de cette bataille, il est conduit en résidence surveillée à Kharkov jusqu'à la fin de la guerre. Revenu ensuite à Constantinople, il est nommé müşîr (maréchal) par le sultan Abdülhamid II. Ministre de la guerre, il réorganise l'armée.
Il écrivit un livre en français (paru en 1889) : Défense de Plevna.

### Sources
- (en) Trevor N. Dupuy, Curt Johnson, David L. Bongard, The Harper Encyclopedia of military biography, Castle Books, New York, 1995  (ISBN 0-7858-0437-4).
- OSMAN PACHA Gazi, maréchal turc, né à Amasya (1837-1900) Il défendit Plevna en 1877, puis réorganisa l'armée turque, in: Petit Larousse illustré 1983.